# Белмонд (Айова)
Белмонд (англ. Belmond) — місто (англ. city) в США, в окрузі Райт штату Айова. Населення — 2463 особи (2020).

## Географія
Белмонд розташований за координатами 42°50′48″ пн. ш. 93°36′30″ зх. д. / 42.84667° пн. ш. 93.60833° зх. д. (42.846573, -93.608451).  За даними Бюро перепису населення США в 2010 році місто мало площу 7,38 км², уся площа — суходіл.

## Демографія
Згідно з переписом 2010 року, у місті мешкало 2376 осіб у 1047 домогосподарствах у складі 649 родин. Густота населення становила 322 особи/км².  Було 1197 помешкань (162/км²).
Расовий склад населення:
| - 93,2 % — білих - 0,3 % — азіатів - 0,2 % — вихідців з тихоокеанських островів - 0,2 % — корінних американців - 0,1 % — чорних або афроамериканців - 4,2 % — осіб інших рас |

До двох чи більше рас належало 1,9 %. Частка іспаномовних становила 12,1 % від усіх жителів.
За віковим діапазоном населення розподілялося таким чином: 23,4 % — особи молодші 18 років, 53,2 % — особи у віці 18—64 років, 23,4 % — особи у віці 65 років та старші. Медіана віку мешканця становила 45,9 року. На 100 осіб жіночої статі у місті припадало 92,7 чоловіків;  на 100 жінок у віці від 18 років та старших — 88,6 чоловіків також старших 18 років.
Середній дохід на одне домашнє господарство  становив 50 929 доларів США (медіана — 38 511), а середній дохід на одну сім'ю — 68 049 доларів (медіана — 60 658). Медіана доходів становила 38 981 долар для чоловіків та 32 386 доларів для жінок. За межею бідності перебувало 8,3 % осіб, у тому числі 11,8 % дітей у віці до 18 років та 11,7 % осіб у віці 65 років та старших.
Цивільне працевлаштоване населення становило 1133 особи. Основні галузі зайнятості: виробництво — 34,0 %, освіта, охорона здоров'я та соціальна допомога — 23,0 %, роздрібна торгівля — 7,5 %, будівництво — 7,3 %.